# Statisk elektricitet

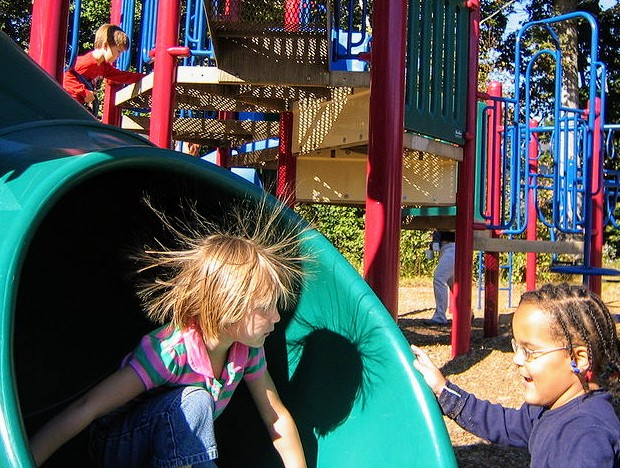
Uppladdad genom friktion

Statisk elektricitet är en obalans mellan positiva och negativa elektriska laddningar inom eller på ytan av ett material. Obalansen kvarstår tills laddningarna omfördelas genom elektriska strömmar eller urladdningar.
En statisk laddning kan bildas om två ytor har kontakt med varandra och sedan separeras och minst en av ytorna har en hög resistivitet mot elektriska strömmar (är en elektrisk isolator). Om en statisk laddning neutraliseras genom att till exempel föras nära en ledare med hög kapacitet (exempelvis en jordledning) eller ett objekt med motsatt laddning, är det möjligt för en person att både känna och höra och till och med se (i form av en gnista) laddningsutjämningen.
Ett klassiskt exempel på statisk elektricitet är den som bildas vid kamning av torrt, nytvättat hår. Då fastnar negativt laddade elektroner på kammen, vilket ger upphov till en laddning i både kam och hår.
Statisk elektricitet är farlig för många elektronikkomponenter, såsom datorminnen och integrerade kretsar. I vissa branscher där man till exempel hanterar drivmedel och sprängämnen är statisk elektricitet ett allvarligt säkerhetsproblem, då det kan orsaka antändning och explosioner.
Statiska laddningar kan bli ett stort problem vid tillverkning av exempelvis plastprodukter, som plastpåsar, eftersom dessa fastnar i varandra. Problemen kan också vara stora på tryckerier, där ark som blir laddade lätt fastnar i varandra.
Inom industrin används avjoniseringsutrustningar och avelektrifieringsutrustningar som motverkar och avleder den statiska elektriciteten / laddningarna.

## Energier
Energin som frigörs vid urladdning av statisk elektricitet varierar över ett stort område. Energin kan beräknas från objektets kapacitans (C) och den statiska potentialen (E)  genom sambandet E = ½CV2.  I ett experiment uppskattades den mänskliga kroppens kapacitans till 400 pF. Vid beröring av en bil laddad till 50 kV bildades en gnista med energin 500 mJ.
En annan uppskattning är 100 – 300 pF och 20 kV, vilket producerar en maximal energi av 60 mJ.
Enligt IEC 479-2:1987 är en energi större än 5000 mJ en allvarlig risk för den mänskliga hälsan. IEC 60065 fastslår att konsumentprodukter kan ej tillåtas ge användaren urladdningar större än 350 mJ.
Den maximala potentialen är begränsad till omkring 35 – 40 kV, beroende på koronaurladdningar, som sprider laddningen vid högre potentialer. Potentialer under 3 kV är vanligen inte märkbara för människor. Maximal potential som vanligen förekommer på den mänskliga kroppen ligger mellan 1 kV och 10 kV, även om den under optimala förhållanden kan bli så hög som 20 – 25 kV.
Låg relativ fuktighet ökar uppbyggnaden av laddningar; 6 m  gående på vinylgolv vid 15 % luftfuktighet orsakar en laddningsuppbyggnad på 12 kV, medan vid 80 % luftfuktighet är spänningen endast 1,5 kV.
Så lite som 0,2 mJ kan innebära en antändningsrisk. En så låg gnistenergi märks knappast av  människor.